# U-373
Unterseeboot 373 foi um submarino alemão do Tipo VIIC, pertencente a Kriegsmarine que atuou durante a Segunda Guerra Mundial.

## Comandantes
| Comandante               | Data                                        |
| ------------------------ | ------------------------------------------- |
| Kptlt. Paul-Karl Loeser  | 22 de maio de 1941 - 25 de setembro de 1943 |
| Oblt. Detlef von Lehsten | 26 de setembro de 1943 - 8 de junho de 1944 |

## Subordinação
Durante o seu tempo de serviço, esteve subordinado às seguintes flotilhas:
| Período                                    | Flotilha                                  |
| ------------------------------------------ | ----------------------------------------- |
| 22 de maio de 1941 - 1 de setembro de 1941 | 3. Unterseebootsflottille (treinamento)   |
| 1 de setembro de 1941 - 8 de junho de 1944 | 3. Unterseebootsflottille (serviço ativo) |

## Operações conjuntas de ataque
O U-373 participou das seguinte operações de ataque combinado durante a sua carreira:
- Rudeltaktik Markgraf (8 de setembro de 1941 - 15 de setembro de 1941)
- Rudeltaktik Brandenburg (15 de setembro de 1941 - 24 de setembro de 1941)
- Rudeltaktik Störtebecker (5 de novembro de 1941 - 16 de novembro de 1941)
- Rudeltaktik Seydlitz (27 de dezembro de 1941 - 2 de janeiro de 1942)
- Rudeltaktik Lohs (11 de agosto de 1942 - 21 de setembro de 1942)
- Rudeltaktik Draufgänger (29 de novembro de 1942 - 2 de dezembro de 1942)
- Rudeltaktik Büffel (9 de dezembro de 1942 - 15 de dezembro de 1942)
- Rudeltaktik Ungestüm (15 de dezembro de 1942 - 26 de dezembro de 1942)
- Rudeltaktik Neuland (4 de março de 1943 - 13 de março de 1943)
- Rudeltaktik Dränger (14 de março de 1943 - 20 de março de 1943)
- Rudeltaktik Seewolf (21 de março de 1943 - 28 de março de 1943)
- Rudeltaktik Siegfried (22 de outubro de 1943 - 27 de outubro de 1943)
- Rudeltaktik Siegfried 3 (27 de outubro de 1943 - 30 de outubro de 1943)
- Rudeltaktik Jahn (30 de outubro de 1943 - 2 de novembro de 1943)
- Rudeltaktik Tirpitz 5 (2 de novembro de 1943 - 8 de novembro de 1943)
- Rudeltaktik Eisenhart 8 (9 de novembro de 1943 - 10 de novembro de 1943)